# Thể tù

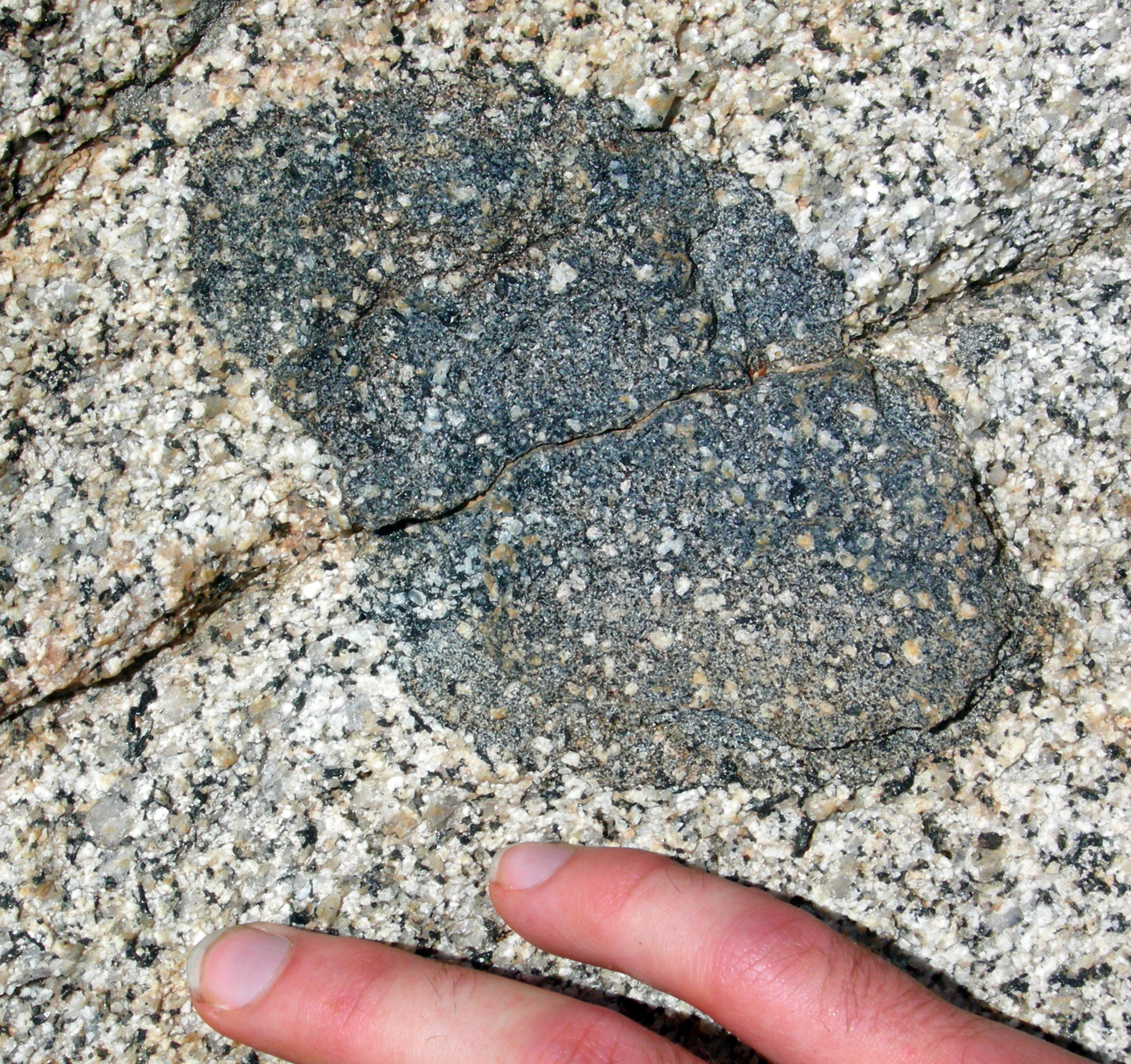
Thể tù Gabro trong đá granit; miền đông Sierra Nevada, Rock Creek Canyon, California.

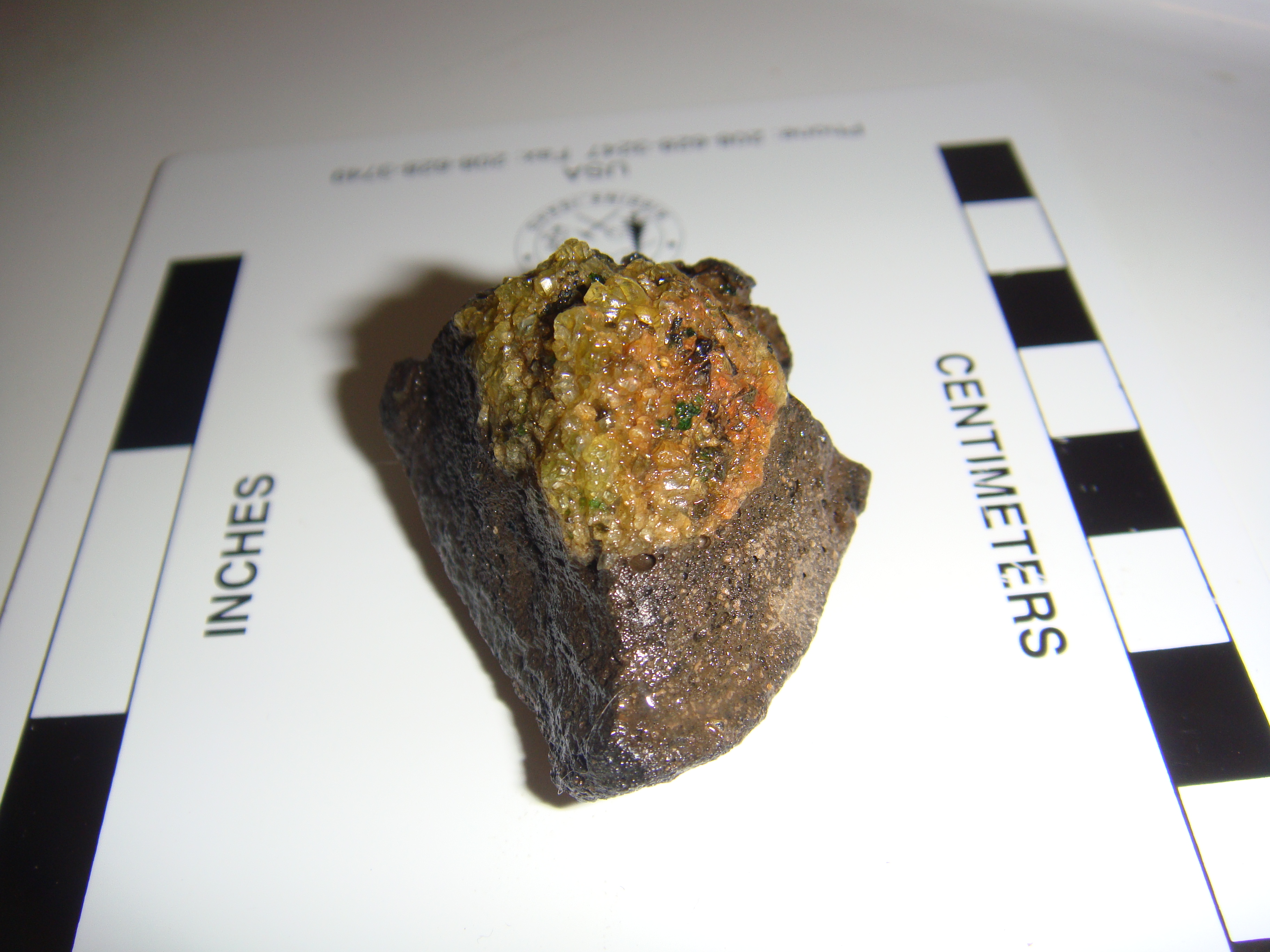
Olivin bị phong hóa thành iddingsit trong thể tù manti

Thể tù là một mảnh vỡ của đá bị bao bọc trong khối đá khác lớn hơn trong khi khối đá bao bọc đó đang nguội lạnh và hóa cứng. Trong địa chất học, thể tù cũng được sử dụng để mô tả các đá bị bao bọc trong đá mácma khi nó xâm nhập đi lên trên mặt và phun trào. Các thể tù có thể nằm hoàn toàn trong lò mácma, tách ra từ các tường của ống dẫn phun trào dung nham hoặc vật liệu phun nổ sau đó rơi vào dòng mác-ma đang chảy trên mặt.
Đối với các loại đá mác-ma chứa các thể tù thì các thể tù này có tuổi cổ hơn đá chứa nó, và ngược lại với các đá trầm tích.

## Hình ảnh

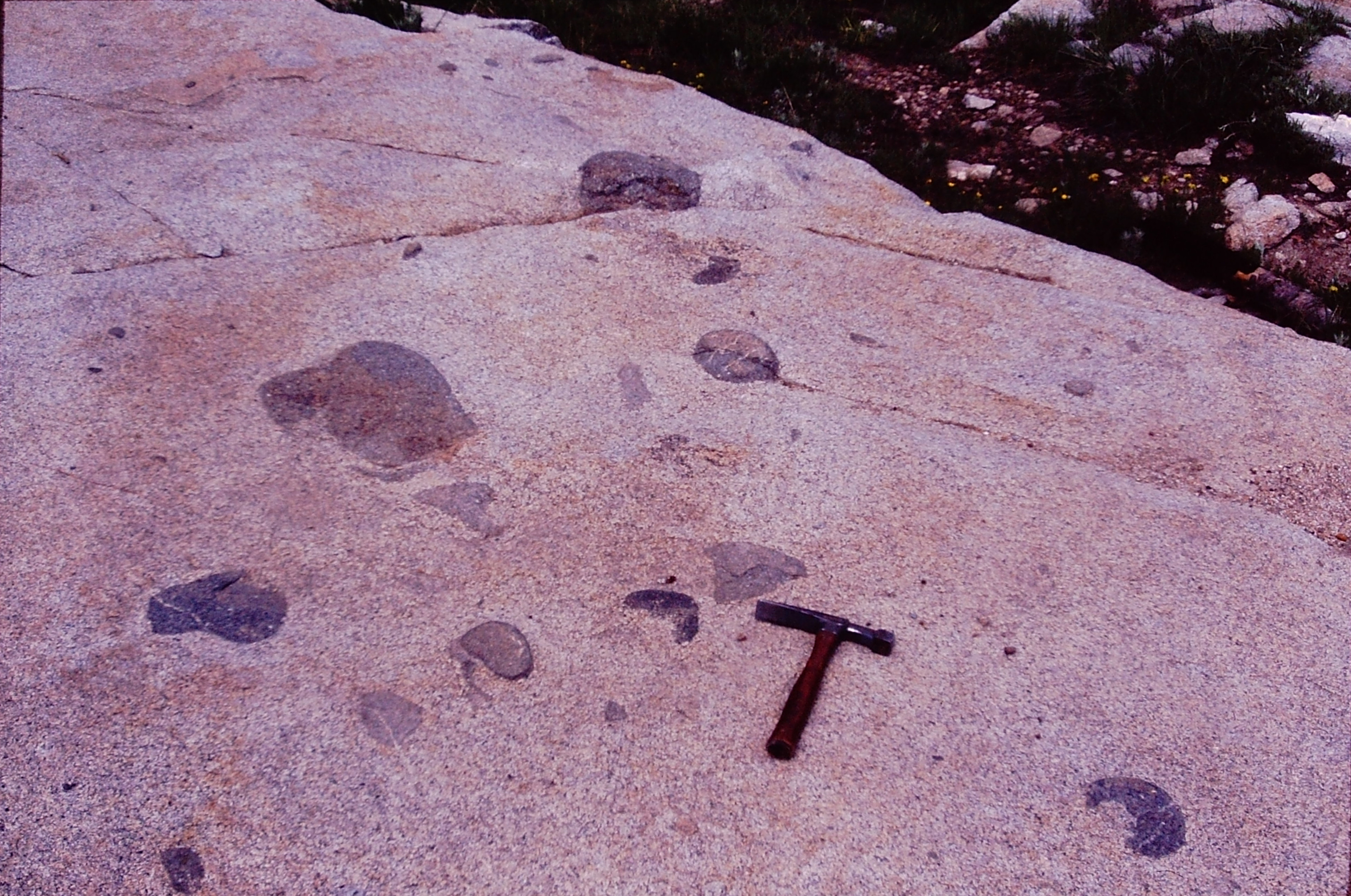
Thể tù trong đá granodiorit ở Alta Stock, Little Cottonwood Canyon, Utah
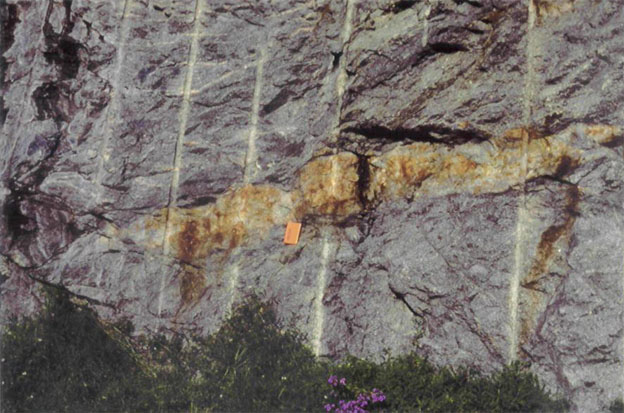
Thể tù cát kết bất thường trong Fairlee Pluton ở Vermont
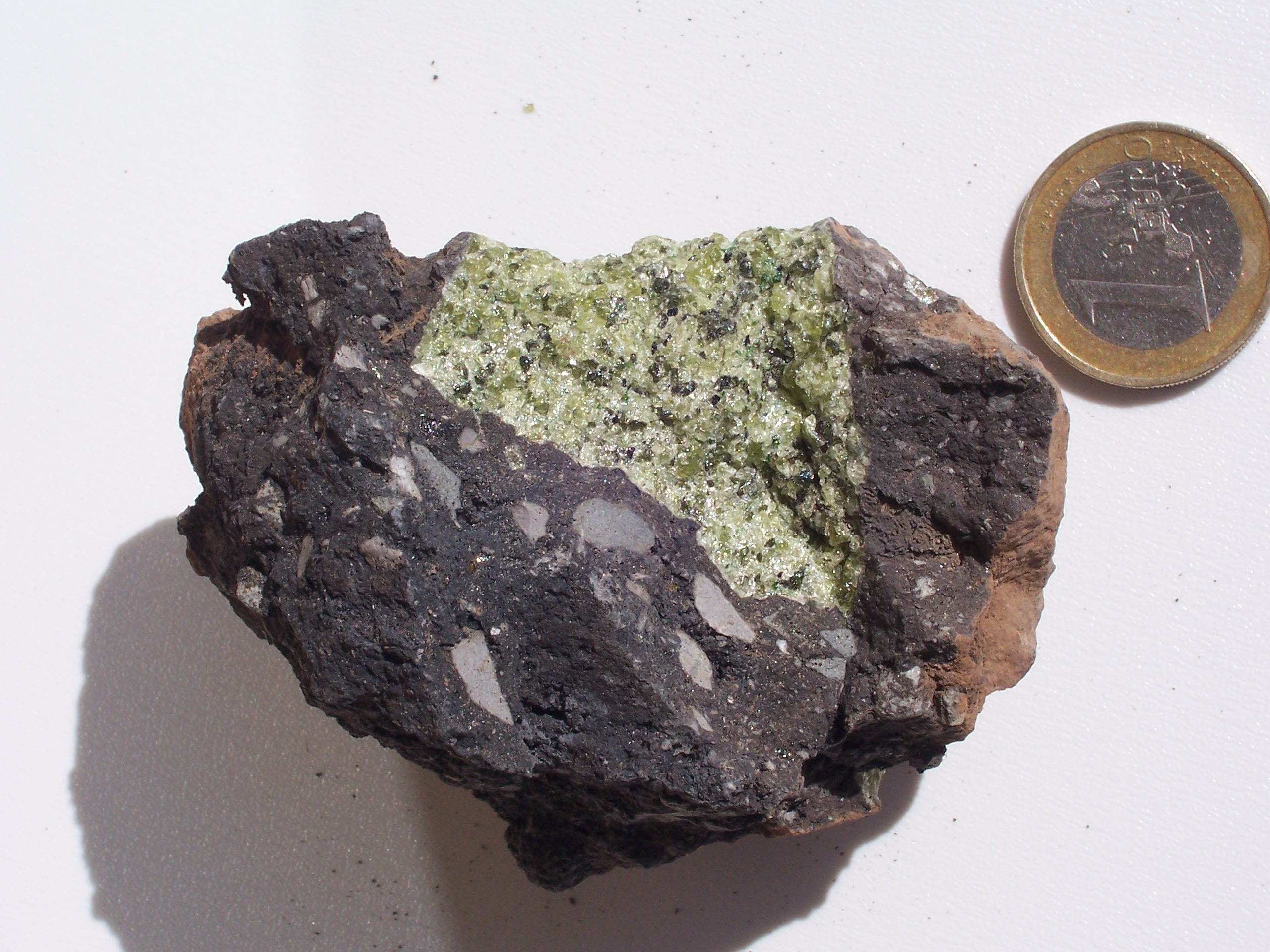
Peridotit (lục) trong bom núi lửa ở Vulkan-Eifel, Đức. Đồng xu là 1 euro làm thước tỉ lệ.
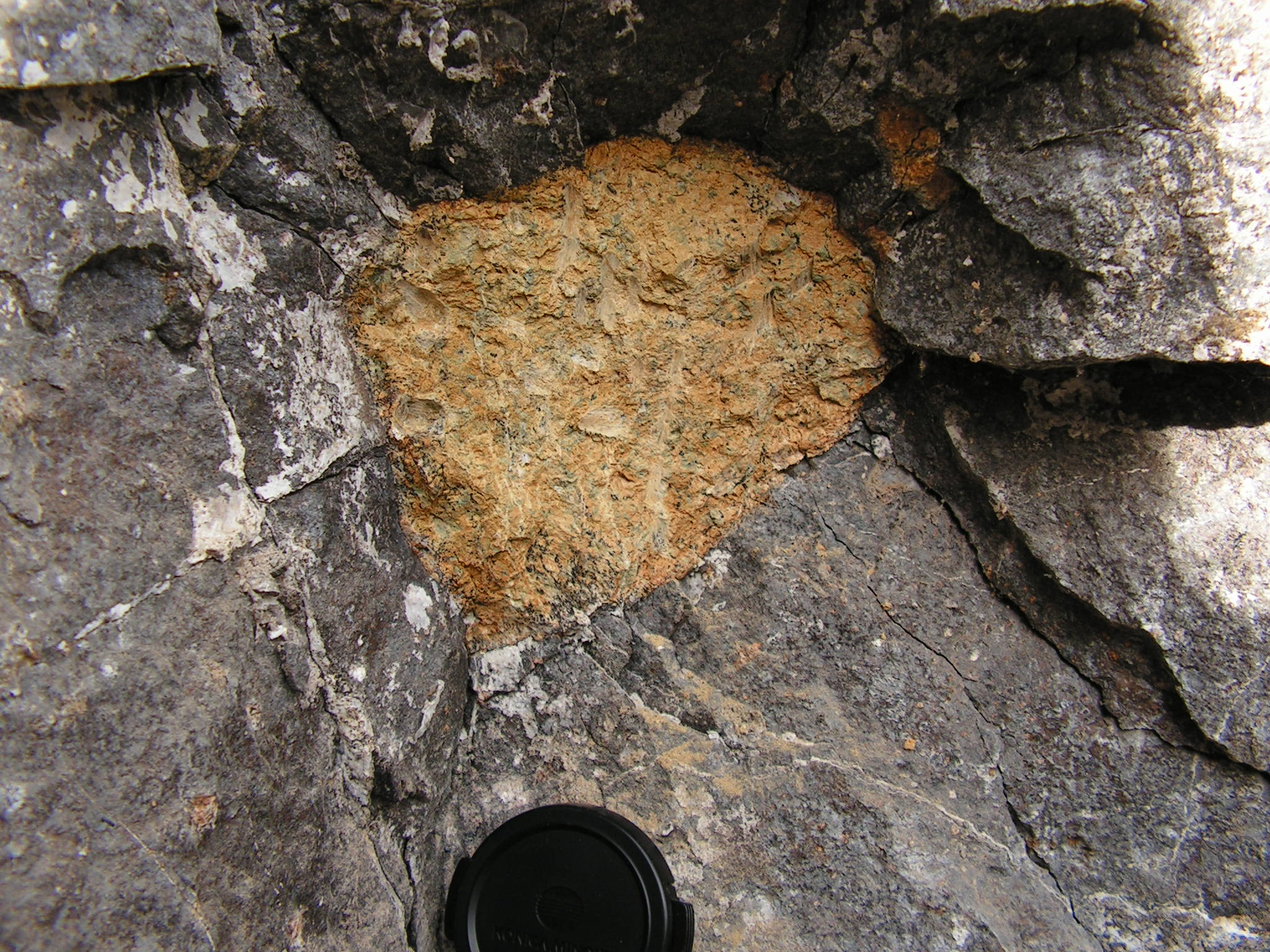
Thể tù peridotit tròn, vàng, bị phong hóa trong dung nham nephelinie. Kaiserstuhl, tây nam Đức